# Abbaye Saint-Boniface de Munich
L'abbaye Saint-Boniface de Munich est une abbaye bénédictine allemande de Munich en Bavière fondée en 1835 par le roi Louis Ier de Bavière. Elle fait partie de la congrégation bénédictine de Bavière. 

## Historique

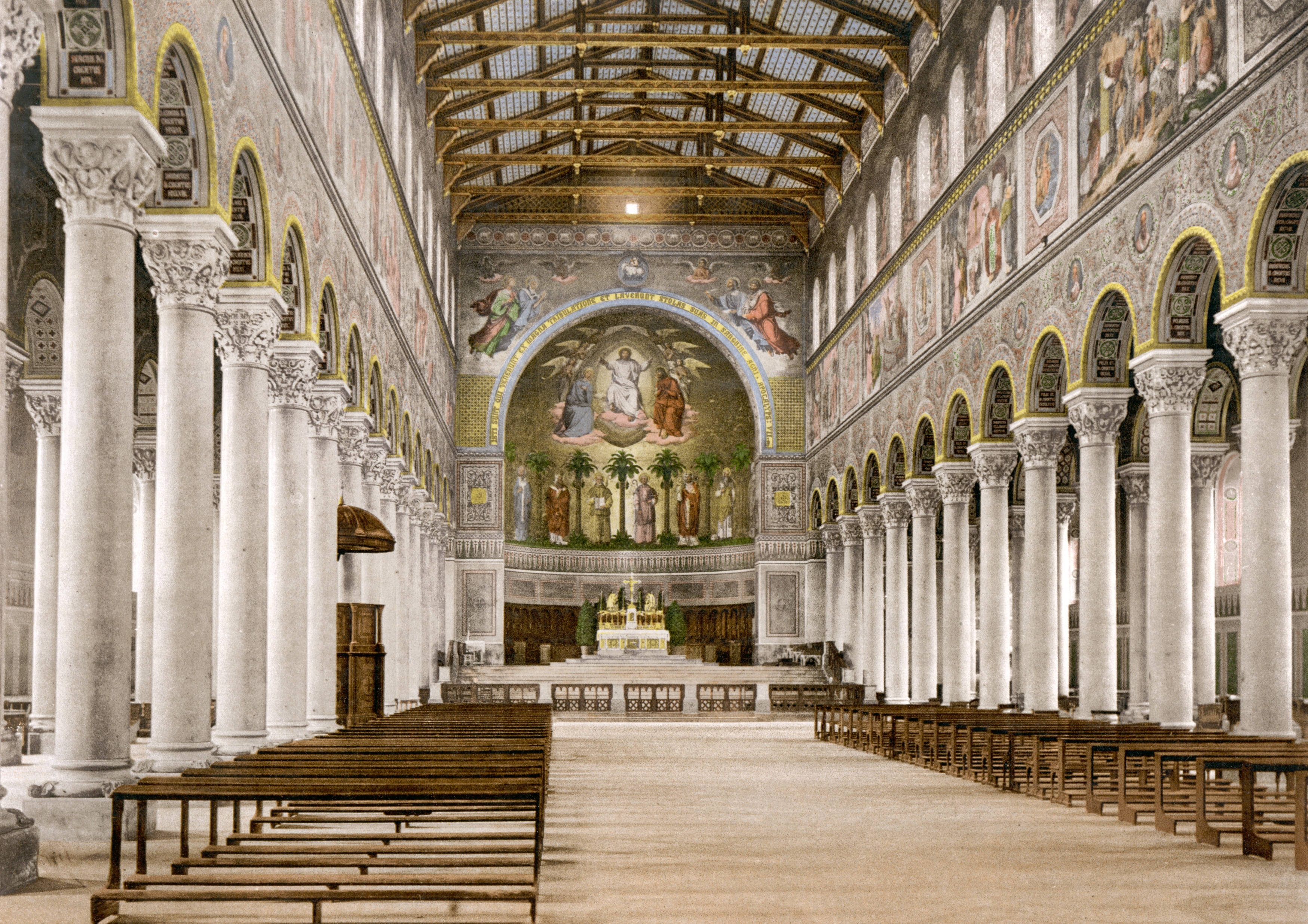
L'Intérieur de l'abbaye avant 1944.

L'abbaye est fondée en 1835, en style néorenaissance.
L'église abbatiale est gravement endommagée durant la Seconde Guerre mondiale. Elle a été en partie reconstruite par l'architecte Hans Döllgast (de) de 1945 à 1950 ; la nef a été raccourcie d'environ un tiers de sa longueur originale et il ne reste rien du décor de mosaïques et de fresques dans le style des basiliques romaines. 
L'église abrite la sépulture du roi Louis Ier de Bavière.